# Dailon Livramento
Dailon Livramento, né le 4 mai 2001 à Rotterdam aux Pays-Bas, est un footballeur international cap-verdien qui évolue au poste d'avant-centre à l'Hellas Verona.

## Biographie

### En club
Né à Rotterdam aux Pays-Bas, Dailon Livramento joue notamment pour le Sparta AV et l'Excelsior Maassluis (en) avant d'être formé par le NAC Breda. Mais il ne joue aucun match avec l'équipe première du club.
Lors de l'été 2021 il rejoint le Roda JC. Il joue son premier match en professionnel avec ce club, le 26 octobre 2021, lors d'une rencontre de coupe des Pays-Bas contre le FC Den Bosch. Il est titularisé et se fait remarquer en marquant son premier but, contribuant à la victoire de son équipe par deux buts à un.
Le 3 août 2022, Dailon Livramento s'engage en faveur du Fortuna Sittard pour un contrat de deux saisons, soit jusqu'en juin 2024, avec une année supplémentaire en option.
Le 24 juillet 2024, Dailon Livramento prend la direction de l'Italie afin de s'engager en faveur du Hellas Vérone. Il signe un contrat de quatre ans, soit jusqu'en juin 2028,.
Livramento marque son premier but pour le Hellas le 18 août 2024, lors de la première journée de la saison 2024-2025 de Serie A, contre le SSC Naples. Titularisé, il ouvre le score et contribue à la victoire de son équipe par trois buts à zéro.

### En sélection
Dailon Livramento est convoqué pour la première fois avec l'équipe nationale du Cap-Vert en mars 2024. Il honore sa première sélection lors de ce rassemblement, le 21 mars 2024, lors d'un match amical contre Guyana. Il est titularisé ce jour-là et son équipe s'impose par un but à zéro.